# Caldo soffocante
Caldo soffocante è un film del 1991 diretto da Giovanna Gagliardo.

## Trama
Marie Christine, divorziata e con lavori precari, soprattutto come interprete, durante il campionato mondiale di calcio del 1990 trova per caso una borsa con un biglietto aereo ed un passaporto. Inizia la ricerca di Myriam, la donna proprietaria del passaporto, ma si trova ad avere a che fare con molti strani personaggi, in particolare viene perseguitata da Giuliano, un giovanotto cinico e indisponente, che si dice proprietario della borsa. I motivi per cui qualcuno non vuole che Myriam parta sono e restano oscuri, ma Marie Christine è fermamente decisa a rintracciarla per consentirle di partire, perché come dice a Gaetano Castelli: "Mi piace la gente che parte".
Durante le sue indagini, nella Roma caotica dei mondiali di calcio, Marie Christine partecipa a una festa notturna che terminerà   all'alba dove si nota, seppure non accreditato, lo scrittore Alberto Moravia. A festa conclusa Marie Christine rientra nel suo alloggio ma lo trova devastato dai ladri, poi una telefonata le suggerisce un luogo dove, una volta arrivata, trova ancora una volta Giuliano ad aspettarla.

## Colonna sonora
La colonna sonora (Era de' maggio) è cantata da Luisa De Santis, che appare anche in alcune scene.

## Promozione
Fu presentato alla Quinzaine des Réalisateurs del 44º Festival di Cannes.